# Cliftonia
Cliftonia là một chi thực vật có hoa trong họ Cyrillaceae.

## Loài
Chi Cliftonia gồm các loài: